# Green Flash (AKB48の曲)
「Green Flash」（グリーン・フラッシュ）は日本の女性アイドルグループ・AKB48の楽曲。楽曲は秋元康により作詞、Carlos K.により作曲されている。2015年3月4日に、AKB48のメジャー39作目のシングルとしてキングレコードから発売された。楽曲のセンターポジションは柏木由紀と小嶋陽菜の2人が務めた。

## 背景とリリース
前作『希望的リフレイン』から約3か月半ぶりのリリースで、2015年最初のシングル。
表題曲「Green Flash」は、2015年1月25日に開催された『AKB48 リクエストアワーセットリストベスト1035 2015』最終日公演にて選抜メンバー・センターが発表され、その場で楽曲を初披露した。音楽番組では、同年2月27日に選抜メンバーが『MUSIC STATION』（テレビ朝日）に出演、テレビ初披露した。
柏木由紀と小嶋陽菜がダブルセンターを務め、柏木はAKB48在籍9年目にして自身初のシングル表題曲センターとなり、小嶋陽菜は『ハート・エレキ』以来6作品ぶりのセンターである。
選抜メンバーの人数は前作の半分の16人。初選抜と選抜復帰のメンバーはゼロで、前作の選抜メンバーのうち、大島涼花、大和田南那、加藤玲奈、川本紗矢、兒玉遥、白間美瑠、須田亜香里、高橋朱里、田野優花、中野郁海、宮澤佐江、峯岸みなみ、向井地美音、武藤十夢、森保まどか、渡辺美優紀の16人が選抜から外れた。
「Green Flash」は、日没時に一瞬見られる希少な自然現象「グリーンフラッシュ」をテーマにしており、ミディアムテンポのバラード楽曲の途中に高橋みなみと山本彩のラップがある。AKB48のシングル表題曲にラップが取り入れられるのは初めてである。また、2番のパートの途中に生駒里奈、入山杏奈、川栄李奈、木﨑ゆりあ、小嶋真子のラップもあり、同年3月7日に『AKB48 SHOW!』（NHK BSプレミアム）でフルコーラスの際、生駒、川栄、木﨑、小嶋真子、向井地美音が2番のラップを初披露した。
キャッチコピーは「しあわせって何だろう?」。

## アートワーク
| Type A | 柏木由紀、小嶋陽菜、松井珠理奈、宮脇咲良 |
| Type S | 川栄李奈、島崎遥香、高橋みなみ、山本彩   |
| Type N | 生駒里奈、木﨑ゆりあ、指原莉乃、横山由依 |
| Type H | 入山杏奈、小嶋真子、松井玲奈、渡辺麻友   |
| 劇場盤 | 柏木由紀、小嶋陽菜                       |

アートディレクションは信藤三雄が担当した。

## チャート成績
『Green Flash』のシングルCDは、2015年3月16日付オリコン週間シングルチャートにおいて初登場で1位にランクインした。同チャートにおけるAKB48のシングルの1位獲得は『RIVER』から26作連続、通算26作目である。これにより、AKB48は浜崎あゆみが保持していた女性アーティストのシングル連続1位獲得数記録（25作）を4年5か月ぶりに更新した。このほか、AKB48のシングル1位獲得年数が2009年から7年連続となり、モーニング娘。が保持していた女性グループのシングル連続1位獲得年数（6年）も同時に更新した。初動売上は約100万1000枚で100万枚をわずかに上回り、初動売上のみでのミリオンセラーを達成した。AKB48のシングルのミリオンセラー達成は『桜の木になろう』から20作連続、通算21作目である。オリコンによる2015年の年間シングルランキングにおいて3位となった。

## ミュージック・ビデオ
表題曲「Green Flash」のミュージック・ビデオは、「桜の木になろう」以来4年ぶりに映画監督の是枝裕和が担当して撮影された。是枝が「泣き顔で始まろうということだけ最初に決めました。強い泣き顔。」とコメントしているように、島崎遥香が大粒の涙をこぼすシーンから始まり、8人のメンバーが次々と涙するシーンを受けて、それぞれの物語が別々の方向に展開され、その8人がグリーンフラッシュを観るために海辺に集まり、最後は海に沈む夕陽を見ている横顔のシーンが続き、海に沈む夕陽を背景にした全景で終る。テーマに関して「あえて一言で表現するなら『浄化』」で、「海辺の8人の晴れやかな笑顔は特筆すべき美しさ」だったと是枝はコメントしている。海辺のシーンは静岡県の西伊豆で、海辺のシーンに登場しないWセンター2人を含む別の8人のメンバーがグリーンの衣装を着用して歌唱するシーンは横浜のビル屋上で撮影された。

## シングル収録トラック

### Type A
- 「初回限定盤」と「通常盤」の2種類が存在するが、収録トラックは同一である。

| #         | タイトル                                | 作詞      | 作曲         | 編曲      | 時間  |
| --------- | --------------------------------------- | --------- | ------------ | --------- | ----- |
| 1.        | 「Green Flash」                         | 秋元康    | Carlos K.    | 佐々木裕  | 4:31  |
| 2.        | 「マジすかFight」                       | 秋元康    | 井上トモノリ | 久下真音  | 4:07  |
| 3.        | 「春の光 近づいた夏」(AKB48選抜)        | 秋元康    | Amber        | 楊慶豪    | 4:51  |
| 4.        | 「Green Flash（off vocal ver.）」       |           |              |           | 4:31  |
| 5.        | 「マジすかFight（off vocal ver.）」     |           |              |           | 4:07  |
| 6.        | 「春の光 近づいた夏（off vocal ver.）」 |           |              |           | 4:48  |
| 合計時間: | 合計時間:                               | 合計時間: | 合計時間:    | 合計時間: | 26:58 |

| #         | タイトル              | 作詞      | 作曲・編曲 | 監督     | 時間 |
| --------- | --------------------- | --------- | ---------- | -------- | ---- |
| 1.        | 「Green Flash」       |           |            | 是枝裕和 | 4:50 |
| 2.        | 「マジすかFight」     |           |            | 松井夢壮 | 4:08 |
| 3.        | 「春の光 近づいた夏」 |           |            | 井上強   | 4:51 |
| 合計時間: | 合計時間:             | 合計時間: | 13:49      |          |      |

### Type S
- 「初回限定盤」と「通常盤」の2種類が存在するが、収録トラックは同一である。

| #         | タイトル                                 | 作詞      | 作曲      | 編曲           | 時間  |
| --------- | ---------------------------------------- | --------- | --------- | -------------- | ----- |
| 1.        | 「Green Flash」                          | 秋元康    | Carlos K. | 佐々木裕       | 4:31  |
| 2.        | 「ヤンキーロック」                       | 秋元康    | chalaza   | 野中“まさ”雄一 | 4:08  |
| 3.        | 「世界が泣いてるなら」(SKE48選抜)        | 秋元康    | 川島有真  | 野中“まさ”雄一 | 3:30  |
| 4.        | 「Green Flash（off vocal ver.）」        |           |           |                | 4:31  |
| 5.        | 「ヤンキーロック（off vocal ver.）」     |           |           |                | 4:08  |
| 6.        | 「世界が泣いてるなら（off vocal ver.）」 |           |           |                | 3:28  |
| 合計時間: | 合計時間:                                | 合計時間: | 合計時間: | 合計時間:      | 24:20 |

| #         | タイトル               | 作詞      | 作曲・編曲 | 監督     | 時間 |
| --------- | ---------------------- | --------- | ---------- | -------- | ---- |
| 1.        | 「Green Flash」        |           |            | 是枝裕和 | 4:50 |
| 2.        | 「ヤンキーロック」     |           |            | 松井夢壮 | 4:09 |
| 3.        | 「世界が泣いてるなら」 |           |            | 本郷伸明 | 3:57 |
| 合計時間: | 合計時間:              | 合計時間: | 12:56      |          |      |

### Type N
- 「初回限定盤」と「通常盤」の2種類が存在するが、収録トラックは同一である。

| #         | タイトル                             | 作詞      | 作曲             | 編曲             | 時間  |
| --------- | ------------------------------------ | --------- | ---------------- | ---------------- | ----- |
| 1.        | 「Green Flash」                      | 秋元康    | Carlos K.        | 佐々木裕         | 4:32  |
| 2.        | 「履物と傘の物語」                   | 秋元康    | 片桐周太郎       | 片桐周太郎       | 4:44  |
| 3.        | 「パンキッシュ」(NMB48選抜)          | 秋元康    | 西島真実、力丸尊 | 西島真実、力丸尊 | 3:56  |
| 4.        | 「Green Flash（off vocal ver.）」    |           |                  |                  | 4:31  |
| 5.        | 「履物と傘の物語（off vocal ver.）」 |           |                  |                  | 4:44  |
| 6.        | 「パンキッシュ（off vocal ver.）」   |           |                  |                  | 3:53  |
| 合計時間: | 合計時間:                            | 合計時間: | 合計時間:        | 合計時間:        | 26:22 |

| #         | タイトル           | 作詞      | 作曲・編曲 | 監督     | 時間 |
| --------- | ------------------ | --------- | ---------- | -------- | ---- |
| 1.        | 「Green Flash」    |           |            | 是枝裕和 | 4:50 |
| 2.        | 「履物と傘の物語」 |           |            | 井上哲央 | 4:48 |
| 3.        | 「パンキッシュ」   |           |            | スミス   | 4:27 |
| 合計時間: | 合計時間:          | 合計時間: | 14:05      |          |      |

### Type H
- 「初回限定盤」と「通常盤」の2種類が存在するが、収録トラックは同一である。

| #         | タイトル                               | 作詞      | 作曲      | 編曲           | 時間  |
| --------- | -------------------------------------- | --------- | --------- | -------------- | ----- |
| 1.        | 「Green Flash」                        | 秋元康    | Carlos K. | 佐々木裕       | 4:31  |
| 2.        | 「挨拶から始めよう」(Team 8)           | 秋元康    | 木村有希  | 木村有希       | 4:10  |
| 3.        | 「大人列車」(HKT48選抜)                | 秋元康    | 外山大輔  | 野中“まさ”雄一 | 4:13  |
| 4.        | 「Green Flash（off vocal ver.）」      |           |           |                | 4:31  |
| 5.        | 「挨拶から始めよう（off vocal ver.）」 |           |           |                | 4:10  |
| 6.        | 「大人列車（off vocal ver.）」         |           |           |                | 4:11  |
| 合計時間: | 合計時間:                              | 合計時間: | 合計時間: | 合計時間:      | 25:48 |

| #         | タイトル             | 作詞      | 作曲・編曲 | 監督     | 時間  |
| --------- | -------------------- | --------- | ---------- | -------- | ----- |
| 1.        | 「Green Flash」      |           |            | 是枝裕和 | 4:50  |
| 2.        | 「挨拶から始めよう」 |           |            | 土屋隆俊 | 4:11  |
| 3.        | 「大人列車」         |           |            | 高橋栄樹 | 10:26 |
| 合計時間: | 合計時間:            | 合計時間: | 19:27      |          |       |

### 劇場盤
| #         | タイトル                                        | 作詞      | 作曲       | 編曲       | 時間  |
| --------- | ----------------------------------------------- | --------- | ---------- | ---------- | ----- |
| 1.        | 「Green Flash」                                 | 秋元康    | Carlos K.  | 佐々木裕   | 4:32  |
| 2.        | 「履物と傘の物語」                              | 秋元康    | 片桐周太郎 | 片桐周太郎 | 4:44  |
| 3.        | 「初恋のおしべ」(てんとうむChu! & かぶとむChu!) | 秋元康    | NaO、MATCH | 若田部誠   | 4:13  |
| 4.        | 「Green Flash（off vocal ver.）」               |           |            |            | 4:31  |
| 5.        | 「履物と傘の物語（off vocal ver.）」            |           |            |            | 4:44  |
| 6.        | 「初恋のおしべ（off vocal ver.）」              |           |            |            | 4:12  |
| 合計時間: | 合計時間:                                       | 合計時間: | 合計時間:  | 合計時間:  | 26:56 |

## 選抜メンバー
- 生駒里奈 [注釈 4]
- 入山杏奈
- 柏木由紀 [注釈 5]
- 川栄李奈
- 木﨑ゆりあ
- 小嶋陽菜
- 小嶋真子
- 指原莉乃 [注釈 6]
- 島崎遥香
- 高橋みなみ
- 松井珠理奈 [注釈 7]
- 松井玲奈 [注釈 8]
- 宮脇咲良 [注釈 9]
- 山本彩 [注釈 10]
- 横山由依
- 渡辺麻友